# 檜尾小屋
檜尾小屋（ひのきおごや）は、長野県駒ヶ根市の檜尾岳にある山小屋。2022年（令和4年）のシーズンから有人化されて管理者常駐となり「檜尾避難小屋」から「檜尾小屋」に改称された。山頂から東へ300mほどのところの標高2,680mに位置する。

## 概要
従来は無人の避難小屋である檜尾避難小屋があったが、駒ケ根市では檜尾避難小屋を有人の山小屋として整備する計画が立てられた。
2021年（令和3年）6月から増改築工事が行われ、2022年（令和4年）の開設後は毎年7月中旬から10月中旬にかけて管理人が常駐する有人の山小屋となり名称も「檜尾小屋」に改称された。駒ヶ根市が設置し指定管理者が管理運営する。これにより避難小屋の機能を残しつつシーズン中は管理人が常駐する山小屋となる（旅館業法上の定員は23人で、小屋の料金は上限7,000円の計画）。山小屋の増改築と有人化により、管理人室、ロフト部、乾燥室が新設され、トイレも増設して洋式化された。また約260m2のテント場が新設された。
2022年7月22日、駒ケ根市主催のリニューアル記念式典が開かれた。